# Michaël Levinas
Pour les articles homonymes, voir Levinas.
Ne doit pas être confondu avec Emmanuel Levinas.
Répertoire
Sonates (Beethoven) 
Le Clavier bien tempéré (Jean-Sébastien Bach)
Michaël Levinas est un compositeur et pianiste français né le 18 avril 1949 à Paris. Il est membre de l'Académie des beaux-arts.

## Biographie
Michaël Levinas est le fils de la pianiste Raïssa Levinas (1905-1994) et du philosophe Emmanuel Levinas (1906-1995). Après des études au Conservatoire national supérieur de musique à Paris (Yvonne Loriod, Olivier Messiaen), Michaël Levinas effectue des stages au GRM, suit des cours à Darmstadt (Xenakis, Karlheinz Stockhausen, Ligeti) et, en 1974, il rejoint l'ensemble l'Itinéraire dont il fut un de membres fondateurs actifs aux côtés de Tristan Murail, Gérard Grisey et Roger Tessier. Il en sera le Directeur et président entre 1985 et 2003. Jeune confident du peintre Balthus, pendant son séjour à la Villa Médicis à Rome de 1975 à 1977, il va composer Ouverture pour une fête étrange pour les jardins de la Villa. Il est nommé professeur au Conservatoire national supérieur de musique de Paris en 1986. Son enseignement fait école et a un rayonnement international. Parmi ses élèves, on compte Yann Robin, Oscar Strasnoy, Thomas Lacôte, Fabien Lévy, Kanako Abe, Claire Levacher, Francesco Filidei, Jean-Luc Hervé. 
Il est le premier pianiste interprète de sa génération après Yves Nat à avoir enregistré l'intégrale des trente-deux sonates pour piano de Beethoven entre 1988 et 1991 chez Adès. Cette intégrale a été rééditée par Universal Music. Il a également donné en concerts l'intégrale des Sonates de Beethoven, une première fois en 1994, à la Salle Gaveau, et une seconde fois en 2014 au Collège des Bernardins à Paris. Mais c'est son premier disque consacré à Schumann, notamment les Kreisleriana et la Fantaisie, enregistré en 1982 chez Adès, qui lance son activité de concertiste classique. Il consacre aussi une part importante de son interprétation au répertoire chambriste et participe à de nombreuses rencontres dans les festivals européens.
Parmi ses enregistrements historiques, on peut citer l'intégrale des études de Scriabine, le premier livre des études de Ligeti, le premier cahier des préludes de Debussy, les sonates de Schubert, les quatre ballades de Chopin, les Variations Diabelli de Beethoven, le Carnaval et les Études symphoniques de Schumann, la première sonate de Boulez, les mélodies de Fauré avec la chanteuse Magali Léger
En 2017, Michael Levinas fonde le « Stimmung Trio » aux côtés de Christophe Giovaninetti (violoniste) et Emmanuelle Bertrand (violoncelliste).  
Faisant partie des grands pianistes de notre époque, il enregistre l'intégrale du Clavier bien tempéré de Jean-Sébastien Bach en 2003 chez Universal Music qu'il joue en concert en deux soirées à la Cité de la musique de Paris en 2003 également.
Il est élu à l'Académie des beaux-arts le 18 mars 2009, au siège de Jean-Louis Florentz et reçu sous la Coupole le 15 juin 2011 par François-Bernard Mâche.
Il enseigne la composition à l'École normale de musique de Paris avec Régis Campo et Éric Tanguy.

### Vie privée
Michaël Levinas est marié à la philosophe et musicologue Danielle Cohen-Levinas.

## Principales œuvres
La discographie de Michael Levinas dans le domaine de la composition est répartie chez plusieurs éditeurs.
L'ensemble de l'œuvre de Michael Levinas est publié aux éditions Henri Lemoine.
- Arsis et Thésis, pour flûte basse sonorisée, 1971, Éd. Henry Lemoine, 7 min.
- Clov et Hamm, pour trombone, tuba, percussions et bande magnétique, 1973, Éd. Henry Lemoine, 8 min.
- Appels, pour 11 instrumentistes, 1974, Éd. Henry Lemoine, 9 min.
- Ouverture pour une fête étrange, pour deux orchestres et dispositif électroacoustique, 1979, Éd. Henry Lemoine, 16 min.
- Concerto pour piano espace no 2 , 1980, Éd. Henry Lemoine, 12 min.
- Les rires de Gilles, pour cinq instrumentistes et bande magnétique, 1981, Éd. Henry Lemoine, 8 min.
- La conférence des oiseaux, spectacle musical d'après un conte persan de Attar, 1985, Éd. Henry Lemoine, 55 min.
- La cloche fêlée, pour orchestre et dispositif électroacoustique, 1988, Éd. Henry Lemoine, 12 min.
- Voûtes, pour 6 percussionnistes, 1988, Éd. Henry Lemoine, 11 min.
- Préfixes, pour 17 instrumentistes et dispositif électroacoustique, 1991, Éd. Henry Lemoine, 15 min.
- Rebonds, pour sextuor et dispositif électroacoustique, 1993, Éd. Henry Lemoine, 15 min.
- GO-gol, opéra en deux actes sur un livret de Frédéric Tristan d'après Le Manteau de Gogol, 1996, Éd. Henry Lemoine, 120 min.
- Les Nègres, opéra en 3 actes sur les textes de Jean Genet, 2003, 108 min.
- La Métamorphose, opéra d'après la nouvelle de Kafka, création le 7 mars 2011 à Lille.
- Froissements d'ailes, pour flûte traversière, composé en 1975. Cette scène décrit un oiseau enfermé dans une pièce.
- Par-delà, pour grand orchestre 1994 Éd. Henry Lemoine
- Évanoui, pour grand orchestre 2009 Éd; Henry Lemoine
- L'amphithéâtre, pour grand orchestre 2013 Éd. Henry Lemoine
- Le Petit Prince, opéra créé en novembre 2014 à Lausanne
- La Passion selon Marc - Une passion après Auschwitz, création le 12 avril 2017 à Lausanne, le 13 avril à Genève et le 14 avril à Fribourg

### Écrits de Michaël Levinas
- « Le son et la musique », dans Entre-temps no 6, Paris, 1988, p. 27-34.
- « Qu'est-ce-que l'instrumental ? », dans La Revue musicale / l'Itinéraire, Quadruple numéro 421 à 424, Paris, 1991, p. 301-307.
- « La migration des âmes », dans La Revue musicale / l'Itinéraire, Quadruple numéro 421 à 424, Paris, 1991, p. 66-71.

### Entretien avec Michaël Levinas
- « Lecture de Stravinsky. Entretien avec Michaël Levinas », propos recueillis par Aliocha Wald Lasowski in Rythmes de l'homme, rythmes du monde, Éditions Hermann, 2010, p. 25-39.
- "Entrevue avec Michaël Levinas", revue Gruppen no 6, éditions GRUPPEN, janvier 2013.

### Écrits sur Michaël Levinas
- Castanet, Pierre Albert, Joubert, Muriel, La musique de Michaël Levinas, Aedam Musicae, 552 p.
- Castanet, Pierre Albert, « Michaël Levinas, la musique et son double », dans La Revue musicale / l'Itinéraire, Quadruple numéro 421 à 424, Paris, 1991, p. 74-91.
- Cazaban, Costin, « Michaël Levinas ou la quête du concert imaginaire », dans La Revue musicale / l'Itinéraire, Quadruple numéro 421 à 424, Paris, 1991, p. 169-189.
- Darbon, Nicolas, « Les Nègres de Levinas : une lecture postcoloniale", dans Pierre Albert Castanet, Muriel Joubert (dir.), op. cit., p. 55-80.
- Rigoni, Michel, « Aventures et nouvelles aventures du geste instrumental dans l'œuvre de Michaël Levinas », dans Cahier du CIREM, no 26-27, décembre 1992-mars 1993, p. 107-122.
- Collectif, Une Passion après Auschwitz ? Autour de la Passion selon Marc de Michael Levinas, Jean Marc Tétaz, Pierre Gisel (dir.), Paris, éditions Beauchesne, 2017.

## Discographie
- Première sonate, Pierre Boulez, « Regard de l’esprit de joie », Olivier Messiaen, Sonate, René Koering, piano Michaël Lévinas. CD Adès 1985
- Ouverture pour une fête étrange, Les rires de Gilles, Concerto pour piano espace no 2, Clov et Hamm, Contrepoints irréels III-rencontres, Adès, 14072-2
- Préfixes, Arsis et Thésis, Froissements d'ailes, Voûtes, Rebonds, Trois études pour piano, La cloche fêlée, Salabert, SCD 9402
- La conférence des oiseaux, spectacle musical d'après un conte persan de Attar, 1985, Éd. Henry Lemoine, 55 min
- Les nègres, opéra en 3 actes sur les textes de Jean Genet, 2003, 108 min 33 s
- « La bonne chanson » de Gabriel Fauré, sur des poèmes de Paul Verlaine, avec Magali Leger (soprano) au chant, 2008, chez M&A classique / Intégral
- « Carnaval op.9, Études symphoniques op.13 & Papillons op.2 de Robert Schumann », 2010, chez Saphir Productions

## Distinctions
- 2017 :  Chevalier de la Légion d'honneur[6].